# Hagström – Allt i musik
Hagström – Allt i musik är en svensk dokumentärfilm från 2003 om Älvdalsföretaget Hagström, Sveriges genom tiderna mest framgångsrika tillverkare av musikinstrument. Regissör var Ramon Reissmüller och producent Lotti Carnö.
Filmen premiärvisades 25 oktober 2003 på Älvdalens biografteater i Älvdalen. Den hade TV-premiär i K Special i SVT2 på fredagen den 23 april 2004.

## Medverkande i urval
- Karl Erik Hagström
- Stefan Nykvist
- Owe Thörnqvist
- Sven-Erik Magnusson